# Athens (Illinois)
Athens is een plaats (city) in de Amerikaanse staat Illinois, en valt bestuurlijk gezien onder Menard County.

## Demografie
Bij de volkstelling in 2000 werd het aantal inwoners vastgesteld op 1726.
In 2006 is het aantal inwoners door het United States Census Bureau geschat op 1800, een stijging van 74 (4,3%).

## Geografie
Volgens het United States Census Bureau beslaat de plaats een oppervlakte van
3,8 km², geheel bestaande uit land. Athens ligt op ongeveer 183 m boven zeeniveau.

## Plaatsen in de nabije omgeving
De onderstaande figuur toont nabijgelegen plaatsen in een straal van 20 km rond Athens.